# Mycomyzostoma calcidicola
Mycomyzostoma calcidicola is een ringworm uit de familie Endomyzostomatidae. 
Mycomyzostoma calcidicola werd in 1998 voor het eerst wetenschappelijk beschreven door Eeckhaut. 